# سورین فرر
سورین فرر (به انگلیسی: Séverine Ferrer) (زاده ۳۱ اکتبر ۱۹۷۷) خواننده فرانسوی است.
او نماینده فرانسه در مسابقه آواز یوروویژن ۲۰۰۶ بود.